# Nonouti
Nonouti – atol w archipelagu Wysp Gilberta, położony w środkowej części Oceanu Spokojnego. Należy do Kiribati. Trzeci co do wielkości atol Wysp Gilberta i piąty Kiribati. Ma 36,72 km długości, 0,92 km w najszerszym miejscu i 0,07 km w najwęższym miejscu. Centrum administracyjnym wyspy jest Matang.
Siedziba lokalnej rady wyspiarskiej.

## Ludność
Liczba mieszkańców w 2010 wynosiła 2 683 osób i notuje tendencję spadkową. 40% ludności ma mniej niż 15 lat.
Na atolu znajduje się 9 wsi (w nawiasie liczba mieszkańców):
- Abamakoro (104)
- Benuaroa (84)
- Autukia (112)
- Matang (537)
- Rotuma (405)
- Taboiaki (692)
- Temanoku (286)
- Temotu (194)
- Teuabu (269)

## Warunki naturalne
Głównym źródłem wody pitnej jest woda podziemna, wydobywana ze studni o głębokości 3-5 m. Łatwo ulegają one wysychaniu szczególnie na północnych i południowych krańcach wyspy. Wysepka Noumatong jest ostoją ptaków i podlega ochronie. W lagunie występuje bogata różnorodność ryb. Problemem są erozja wybrzeża i powodzie.

## Gospodarka, transport, edukacja
Ludność zajmuje się głównie rybołówstwem i rolnictwem. Ważną gałęzią gospodarki atolu jest produkcja kopry. Pieniądze przysłane są również przez krewnych pracujących na Tarawie lub za granicą.
Dostęp do atolu mają średniej wielkości łodzie. Wzdłuż wyspy biegnie droga. Znajduje się tu port lotniczy Nonouti.
Na Nonouti znajduje się 7 szkół podstawowych i 2 szkoły średnie (1 junior secondary school i 1 high school).